# Ryōhei Imanishi
Ryōhei Imanishi (今西亮平?, Imanishi Ryōhei; 16 marzo 1987) è un giocatore di football americano giapponese, che gioca come defensive back per i Panasonic Impulse.